# Lambert Wilson
Lambert Wilson (* 3. August 1958 in Neuilly-sur-Seine) ist ein französischer Schauspieler und Bariton.

## Leben
Lambert Wilson wurde als Sohn des Schauspielers Georges Wilson (1921–2010) geboren. Von 1974 bis 1978 absolvierte Wilson eine Schauspielausbildung am Drama Centre London. 
Eine seiner ersten Rollen hatte er 1979 in Louis’ unheimliche Begegnung mit den Außerirdischen. Danach spielte er in mehreren französischen Filmen, darunter in La Boum 2 – Die Fete geht weiter (1982) als Verehrer von Sophie Marceau. 1985 wurde er erstmals für einen César nominiert. Fünf weitere Nominierungen sollten bis heute folgen, zuletzt 2011 für seine Hauptrolle in Von Menschen und Göttern. 1990 wurde Lambert Wilson mit dem Jean-Gabin-Preis ausgezeichnet. Wilson spielte überwiegend in französischen Filmen, zu seinen wenigen Hollywoodfilmen gehören unter anderem Am Rande des Abgrunds (der letzte Film von Fred Zinnemann), Sahara – Abenteuer in der Wüste, Catwoman sowie Matrix Reloaded und Matrix Revolutions.
Neben der Schauspielerei betätigt sich Lambert Wilson auch als Sänger. So nahm der gelernte Bariton zwei klassische Alben auf. Im Musical Candide von Leonard Bernstein am Pariser Théâtre du Châtelet besetzte er gleich drei Rollen. Französisch sprechend verkörperte er Voltaire; Dr. Pangloss und Martin sprach und sang er auf Englisch. Er spielte in Xavier Paluds Action-Thriller The Blind Man eine der männlichen Hauptrollen.
Beim 76. Locarno Film Festival im Jahr 2023 war Wilson Vorsitzender der Jury.

## Filmografie (Auswahl)
- 1979: Louis’ unheimliche Begegnung mit den Außerirdischen (Le gendarme et les extra-terrestres)
- 1979: Nur drei kamen durch (Contro 4 bandiere)
- 1982: La Boum 2 – Die Fete geht weiter (La boum 2)
- 1982: Am Rande des Abgrunds (Five Days One Summer)
- 1983: Sahara
- 1984: Das Blut der Anderen (Le sang des autres)
- 1984: Die öffentliche Frau (La femme publique)
- 1985: Rendez-Vous (Rendez-vous)
- 1986: Das Blau der Hölle (Bleu comme l’enfer)
- 1987: Der Bauch des Architekten (The Belly of an Architect)
- 1988: Chouans! – Revolution und Leidenschaft (Chouans!)
- 1988: Die Dämonen (Les possédés)
- 1989: Hiver 54, l’abbé Pierre
- 1995: Jefferson in Paris
- 1996: Die Stunde des Verführers (The Leading Man)
- 1996: Launen eines Flusses (Les caprices d’un fleuve)
- 1997: Das Leben ist ein Chanson (On connaît la chanson)
- 1997: Marquise – Gefährliche Intrige (Marquise)
- 1997: Trop (peu) d’amour
- 2000: Jet Set
- 2003: Matrix Reloaded
- 2003: Matrix Revolutions
- 2003: Eher geht ein Kamel durchs Nadelöhr … (Il est plus facile pour un chameau…)
- 2003: Timeline
- 2003: Dedales – Würfel um dein Leben (Dédales)
- 2004: Catwoman
- 2005: Sahara – Abenteuer in der Wüste (Sahara)
- 2005: Palais Royal
- 2005: Netter geht’s nicht (Gentille)
- 2006: Herzen (Cœurs)
- 2007: Flawless
- 2008: Comme les autres
- 2008: Dante 01
- 2008: Babylon A.D.
- 2008: Das Lazarus-Projekt (The Lazarus Project)
- 2010: Imogène McCarthery
- 2010: Die Prinzessin von Montpensier (La princesse de Montpensier)
- 2010: Von Menschen und Göttern (Des hommes et des dieux)
- 2012: Ihr werdet euch noch wundern (Vous n’avez encore rien vu)
- 2012: Auf den Spuren des Marsupilami (Sur la piste du Marsupilami)
- 2012: Ernest & Célestine (Ernest et Célestine) (Stimme)
- 2013: Molière auf dem Fahrrad (Alceste à bicyclette)
- 2014: Posthumous
- 2014: Barbecue
- 2014: Von 5 bis 7 – Eine etwas andere Liebesgeschichte (5 to 7)
- 2015: Suite française – Melodie der Liebe (Suite française)
- 2016: Unterwegs mit Jacqueline (La vache)
- 2016: Wilde Hunde – Rabid Dogs (Enragés)
- 2016: Jacques – Entdecker der Ozeane (L’odyssée)
- 2017: Miss Mobbing (Corporate)
- 2017: Wie die Mutter, so die Tochter (Telle mère, telle fille)
- 2017: Ein königlicher Tausch (L’échange des princesses)
- 2018: Der Klavierspieler vom Gare du Nord (Au bout des doigts)
- 2019: Das Rätsel (Les Traducteurs)
- 2020: De Gaulle
- 2021: Benedetta
- 2021: Matrix Resurrections (The Matrix Resurrections)
- 2022: Mrs. Harris und ein Kleid von Dior (Mrs. Harris Goes to Paris)
- 2022: Happy 50 (Plancha)
- 2023 Die einfachen Dinge (Les choses simples)
- 2024 Klandestin

## Bühnenrollen
- 1984: Léocadia von Jean Anouilh (als Prinz Albert)
- 1986: La machine infernal von Jean Cocteau; Regie: Simon Callow, Lyric Theatre, Hammersmith, London
- 1992: Ruy Blas von Victor Hugo, (Titelrolle); Regie: Georges Wilson
- 2001: Bérénice von Jean Racine, Regie und Rolle des Titus
- 2006: Candide, Musical von Leonard Bernstein, Libretto von Hugh Wheeler (als Dr. Pangloss, Martin, Voltaire)
- 2019: Der Menschenfeind von Molière (als Alceste); Regie: Peter Stein